# SERGEF
SERGEF (англ. Secretion regulating guanine nucleotide exchange factor) – білок, який кодується однойменним геном, розташованим у людей на 11-й хромосомі. Довжина поліпептидного ланцюга білка становить 458 амінокислот, а молекулярна маса — 48 981.
| 10         |  | 20         |  | 30         |  | 40         |  | 50         |
| ---------- |  | ---------- |  | ---------- |  | ---------- |  | ---------- |
| MEREPSASEA |  | APAAAALFAW |  | GANSYGQLGL |  | GHKEDVLLPQ |  | QLNDFCKPRS |
| VRRITGGGGH |  | SAVVTDGGDL |  | FVCGLNKDGQ |  | LGLGHTEDIP |  | YFTPCKSLFG |
| CPIQQVACGW |  | DFTIMLTENG |  | QVLSCGSNSF |  | GQLGVPHGPR |  | RCVVPQAIEL |
| HKEKVVCIAA |  | GLRHAVAATA |  | SGIVFQWGTG |  | LASCGRRLCP |  | GQTLPLFFTA |
| KEPSRVTGLE |  | NSKAMCVLAG |  | SDHSASLTDA |  | GEVYVWGSNK |  | HGQLANEAAF |
| LPVPQKIEAH |  | CFQNEKVTAI |  | WSGWTHLVAQ |  | TETGKMFTWG |  | RADYGQLGRK |
| LETYEGWKLE |  | KQDSFLPCSR |  | PPNSMPSSPH |  | CLTGATEVSC |  | GSEHNLAIIG |
| GVCYSWGWNE |  | HGMCGDGTEA |  | NVWAPKPVQA |  | LLSSSGLLVG |  | CGAGHSLALC |
| QLPAHPALVQ |  | DPKVTYLSPD |  | AIEDTESQKA |  | MDKERNWKER |  | QSETSTQSQS |
| DWSRNGGL   |  |            |  |            |  |            |  |            |

A: Аланін

C: Цистеїн

D: Аспарагінова кислота

E: Глутамінова кислота

F: Фенілаланін

G: Гліцин

H: Гістидин

I: Ізолейцин

K: Лізин

L: Лейцин

M: Метіонін

N: Аспарагін

P: Пролін

Q: Глутамін

R: Аргінін

S: Серин

T: Треонін

V: Валін

W: Триптофан

Кодований геном білок за функцією належить до фосфопротеїнів. 
Задіяний у такому біологічному процесі, як альтернативний сплайсинг. 
Локалізований у цитоплазмі, ядрі.